# Filtro de aire

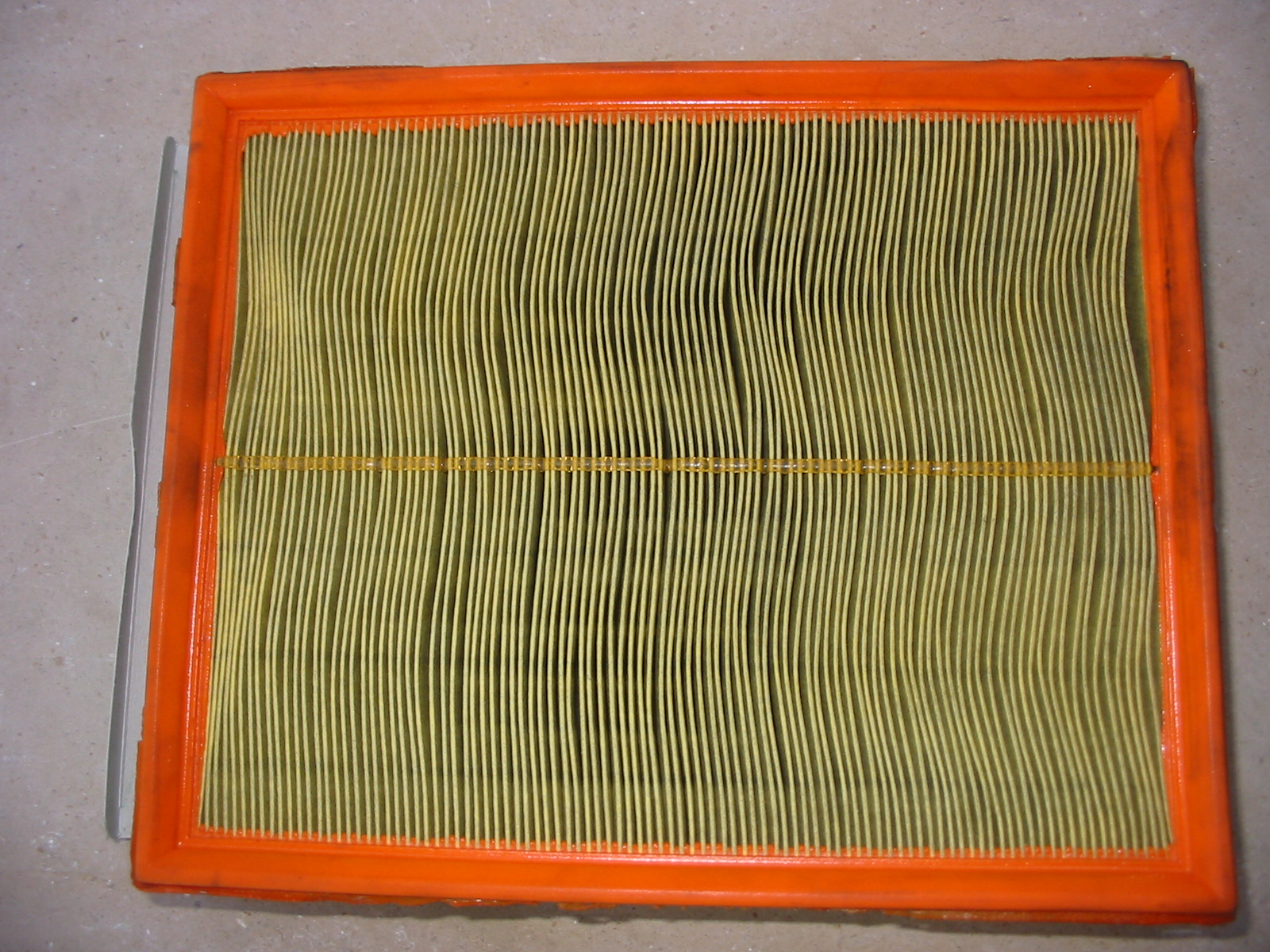
Filtro de aire usado de un vehículo, lado limpio.

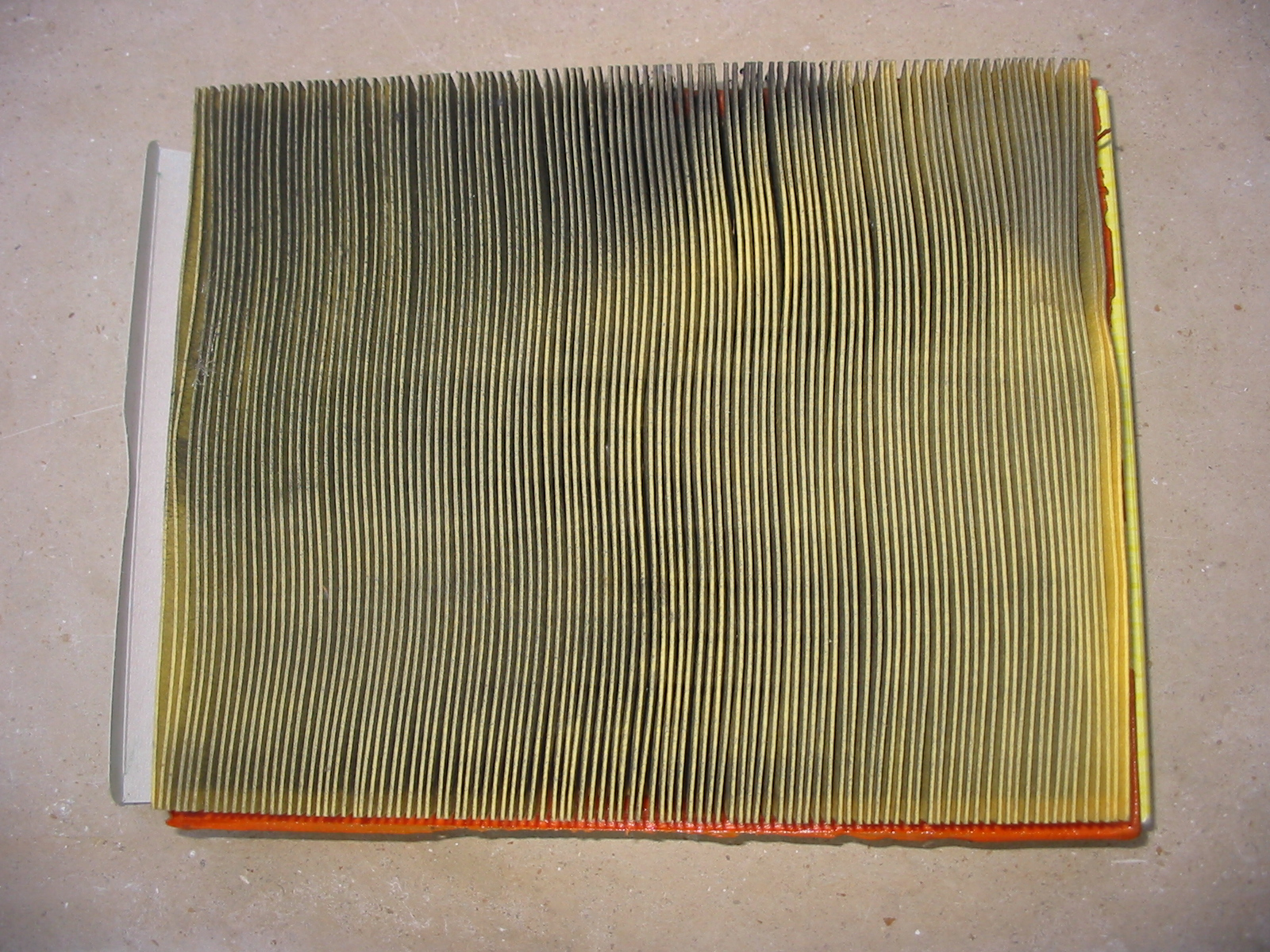
Filtro de aire usado de un vehículo, lado sucio.

Un filtro de aire es un dispositivo que elimina partículas sólidas como por ejemplo polvo, polen y bacterias del aire. Los filtros de aire encuentran una utilidad allí donde la calidad del aire es de relevancia, especialmente en sistemas de ventilación de edificios y en motores tales como los de combustión interna, compresores de gas, compresores para bombas de aire, turbinas de gas y demás. 
Algunos edificios, así como aeronaves y otros entornos creados por el hombre (ej. satélites o lanzaderas espaciales) utilizan filtros a partir de espuma, papel plegado, o fibra de vidrio cruzada. Otro método usa fibra o elementos con carga eléctrica estática, que atraen las partículas de polvo. Las tomas de aire de motores de combustión interna o de compresores suelen usar fibras de papel, espuma o algodón. Los filtros bañados en aceite han ido desapareciendo. La tecnología para los filtros en las tomas de aire de turbinas de gas ha avanzado significativamente en los últimos años, gracias a mejoras en la aerodinámica y dinámica de fluidos de la parte del compresor de aire de las turbinas de gas.

## Filtros de aire para sistemas de climatización
Hay cuatro tipos principales de materiales usados para los filtros de aire mecánicos: papel, espuma, fibras sintéticas y algodón.
Los filtros de aire se encuentran en la mayoría de sistemas de flujo de aire forzado (climatización). La eficacia de los filtros de aire en tales sistemas influye de forma significativa en la calidad del aire en el interior. El estándar recomendado por la industria de la construcción, así como las directrices de gobiernos como el de los Estados Unidos, recomiendan el uso filtros de aire que cumplan unos requisitos mínimos. En los Estados Unidos, por ejemplo, el United States Department of Energy recomienda un Minimum Efficiency Reporting Value, MERV (al español, "Valor de eficacia mínima a reportar") de 13 según lo estipulado en el protocolo de ensayo ASHRAE 5.2.2-1999., and LEED advises builders similarly. Mientras que la ASHRAE recomienda filtros de aire con un MERV de 6 o mayor para controlar las cantidades de polen, moho y polvo que alcanzan las baterías mojadas del evaporador en los sistemas de aire acondicionado. Las baterías húmedas contaminadas con altos niveles de polen y polvo pueden favorecer el crecimiento de colonias de moho. 
Dado que la eficacia desciende bajo un determinado nivel de suciedad, los filtros requieren mantenimiento. Hay diferentes tipos de filtros disponibles para sistemas de climatización. Muchos de ellos son económicos pero no muy eficientes. Muchos de los filtros ensamblados dentro de los conductos en los edificios para climatización están hechos de fibra de vidrio cruzada. Estos filtros no son caros, son desechables, y están disponibles en diferentes densidades y tamaños. Los filtros de baja densidad permiten un mayor flujo de aire, pero filtran menos suciedad. Por otro lado, los filtros de alta densidad retienen más partículas pero permiten un flujo de aire menor y por ello se ensucian antes.
El poliéster o la fibra de vidrio se usan frecuentemente para la fabricación de filtros de aires. Ambos materiales son adecuados para temperaturas de hasta 120 °C, y su uso es común en aplicaciones residenciales, comerciales e industriales. El poliéster y la fibra de vidrio pueden mezclarse con algodón u otras fibras para producir un amplio espectro de características del material. En algunos casos el polipropileno, de menor tolerancia a altas temperaturas, se usa para mejorar la resistencia química. Unas diminutas fibras sintéticas conocidas como microfibras se usan en muchos tipos de filtros del tipo High Efficiency Particulate Air, HEPA (al español, "Aire de Partículas de Alta Eficiencia").
Los filtros para climatización pueden ser:
- Filtros de alta velocidad o filtros planos: están montados perpendicularmente a la dirección del paso del aire lo que origina una velocidad de paso relativamente alta, teniendo por lo tanto, baja eficacia de filtración. Son los más baratos. También se llaman prefiltros. Estos filtros están formados, habitualmente, por un marco de cartón estable, resistente a la humedad y una manta filtrante. La manta filtrante tiene una gran superficie de filtración permitiendo que el polvo, que el aire lleva en suspensión, quede retenido en sus pliegues, con lo que se obtiene una gran acumulación de polvo con reducida perdida de carga y un tiempo mayor de duración de los filtros.
- Filtros de baja velocidad o filtros de bolsas: están montados en ángulo respecto a la dirección del aire que pasa a través de ellos. Su velocidad de paso es menor que en el caso anterior y su superficie mayor, siendo por lo tanto más eficaces. También se llaman filtros de bolsas y están formados por un marco frontal de plástico y cada una de las bolsas de fibra química, fibra sintética o fibra de vidrio.
- Filtros rotativos: en estos filtros la materia filtrante se desplaza entre dos bobinas, de las que en una se enrolla la manta filtrante y en la otra se recoge la ya utilizada. El arrastre se realiza por medio de un motor que está activado por un presostato diferencial que detecta la caída de presión del aire cuando el filtro está sucio.
- Filtros de alta eficacia: también llamados filtros compactos debido a su forma. Tienen una eficacia superior al 99%. Suelen ir antecedidos de prefiltros para alargar su vida. Sus usos típicos son en; electrónica y salas de ordenadores, áreas de  producción farmacéuticas, laboratorios de investigación, hospitales, ventilación industrial y filtración preliminar para los filtros de aire de partículas.
- Filtros electrostáticos: en estos filtros el aire pasa entre unas placas paralelas a la dirección del mismo, entre las que hay un fuerte campo electrostático de ionización. Las partículas contaminantes ionizadas se depositan a la salida en otra serie de placas.
- Filtros de carbón activado: estos filtros se usan para eliminar olores y gases. Son filtros caros.
- Filtros absolutos: son los filtros de más alta eficacia y se utilizan generalmente en quirófanos y salas blancas. El montaje se realiza como última etapa de filtración en, filtros de techo, filtros de pared, zonas de trabajo limpias y en los propio difusores, en los cuales junto a la alta exigencia de la pureza el aire, se exige también una difusión del aire controlada. Por ejemplo impulsión de aire por flujo laminar.

## Filtro de habitáculo
El filtro de habitáculo, filtro de aire acondicionado o filtro de aire de la cabina en un automóvil es un filtro de papel plegado situado en la entrada exterior de aire en el lado del pasajero. Algunos de estos filtros son de formas rectangulares y similares a los filtros del motor de combustión. Otros tienen una forma específica para acomodarse al espacio disponible en las entradas de aire.
El primer fabricante de automóviles que incluyó un filtro desechable para limpiar el sistema de ventilación fue el Weather Eye de Nash Motors, introducido en 1940.
Al ser una adición relativamente reciente a los equipos de automóviles, este filtro a menudo se pasa por alto. Los filtros de aire de la cabina obstruidos o sucios pueden reducir significativamente el flujo de aire de las rejillas de ventilación de la cabina. Aparte de esto un filtro sucio puede introducir alérgenos en la corriente de aire de la cabina. Por otra parte, dado que la temperatura del aire de la cabina depende del caudal de aire que pasa a través del núcleo del calentador (heater core) o del evaporador, o ambos, pueden reducir en gran medida la eficacia del aire acondicionado del vehículo y el rendimiento de la calefacción. Los fabricantes ocultan el bajo rendimiento de estos filtros al no utilizar el sistema de clasificación de valor de informe de eficiencia mínima (MERV). Algunas personas creen erróneamente que algunos de estos son filtros HEPA.[cita requerida]

### Tipos
- Filtro simple: fabricado normalmente en papel o similar, protege del polvo y la mayor parte del polen.
- Filtro de carbón activado: además de proteger del polvo y polen también fitra con mayor eficacia los gases de escape de otros coches y disminuye la aparición de olores en el habitáculo.[4]

## Filtros de aire en motores de combustión interna
El filtro de aire de combustión evita que materias abrasivas penetren en el cilindro del motor, que pudieran provocar un desgaste mecánico o contaminación del aceite del motor. 
La mayoría de los vehículos con inyección de combustible se sirven de un filtro de papel plegado de forma plana. El filtro suele instalarse dentro de un recipiente de plástico conectado al cuerpo de la válvula de aceleración por medio de un tubo de entrada. 
Los vehículos más antiguos con carburador o inyección de válvula de aceleración íntegra normalmente usan un filtro de aire cilíndrico, de una altura de unos pocos centímetros y con un diámetro de entre 20 y 60 centímetros. El filtro se posiciona sobre el carburador o el cuerpo de la válvula de aceleración, normalmente en un contenedor de metal, o de plástico, que puede incorporar un conducto para proveer aire entrante frío o caliente, y asegurado con una cubierta de plástico.

## Clases de filtro
Según las normas de normalización europeas EN 779, se reconocieron las siguientes clases de filtros:
| Uso                                    | Clase | Desempeño  | Prueba de desempeño | Tamaño de la partícula logrando una retención del 100% | Prueba Estándar |
| Filtros gruesos (usados como Primario) | G1    | 65%        | Valor promedio      | >5 μm                                                  | BS EN779        |
| Filtros gruesos (usados como Primario) | G2    | 65–80%     | Valor promedio      | >5 μm                                                  | BS EN779        |
| Filtros gruesos (usados como Primario) | G3    | 80–90%     | Valor promedio      | >5 μm                                                  | BS EN779        |
| Filtros gruesos (usados como Primario) | G4    | 90%–       | Valor promedio      | >5 μm                                                  | BS EN779        |
| Filtros finos (usados como Secundario) | M5    | 40–60%     | Valor promedio      | >5 μm                                                  | BS EN779        |
| Filtros finos (usados como Secundario) | M6    | 60–80%     | Valor promedio      | >2 μm                                                  | BS EN779        |
| Filtros finos (usados como Secundario) | F7    | 80–90%     | Valor promedio      | >2 μm                                                  | BS EN779        |
| Filtros finos (usados como Secundario) | F8    | 90–95%     | Valor promedio      | >1 μm                                                  | BS EN779        |
| Filtros finos (usados como Secundario) | F9    | 95%–       | Valor promedio      | >1 μm                                                  | BS EN779        |
| Semi HEPA                              | E10   | 85%        | Valor mínimo        | >1 μm                                                  | BS EN1822       |
| Semi HEPA                              | E11   | 95%        | Valor mínimo        | >0.5 μm                                                | BS EN1822       |
| Semi HEPA                              | E12   | 99.5%      | Valor mínimo        | >0.5 μm                                                | BS EN1822       |
| HEPA                                   | H13   | 99.95%     | Valor mínimo        | >0.3 μm                                                | BS EN1822       |
| HEPA                                   | H14   | 99.995%    | Valor mínimo        | >0.3 μm                                                | BS EN1822       |
| ULPA                                   | U15   | 99.9995%   | Valor mínimo        | >0.3 μm                                                | BS EN1822       |
| ULPA                                   | U16   | 99.99995%  | Valor mínimo        | >0.3 μm                                                | BS EN1822       |
| ULPA                                   | U17   | 99.999995% | Valor mínimo        | >0.3 μm                                                | BS EN1822       |

La norma europea EN 779, en la que se basa la tabla anterior, permaneció en vigor desde 2012 hasta mediados de 2018, cuando fue reemplazada por ISO 16890.
Para las clases de filtros que se utilizan en los respiradores, consulte Filtro mecánico (respirador) # Normas de filtración.